# وارد ميلفيل
وارد ميلفيل (بالإنجليزية: Ward Melville)‏ هو عسكري أمريكي، ولد في 5 يناير 1887 في بروكلين في الولايات المتحدة، وتوفي في 5 يونيو 1977 في مانهاتن في الولايات المتحدة.